# Моснанг
Моснанг (нем. Mosnang) — коммуна в Швейцарии, в кантоне Санкт-Галлен.
Входит в состав округа Тоггенбург. Население составляет 2904 человека (на 1 января 2007 года). Официальный код — 3394.

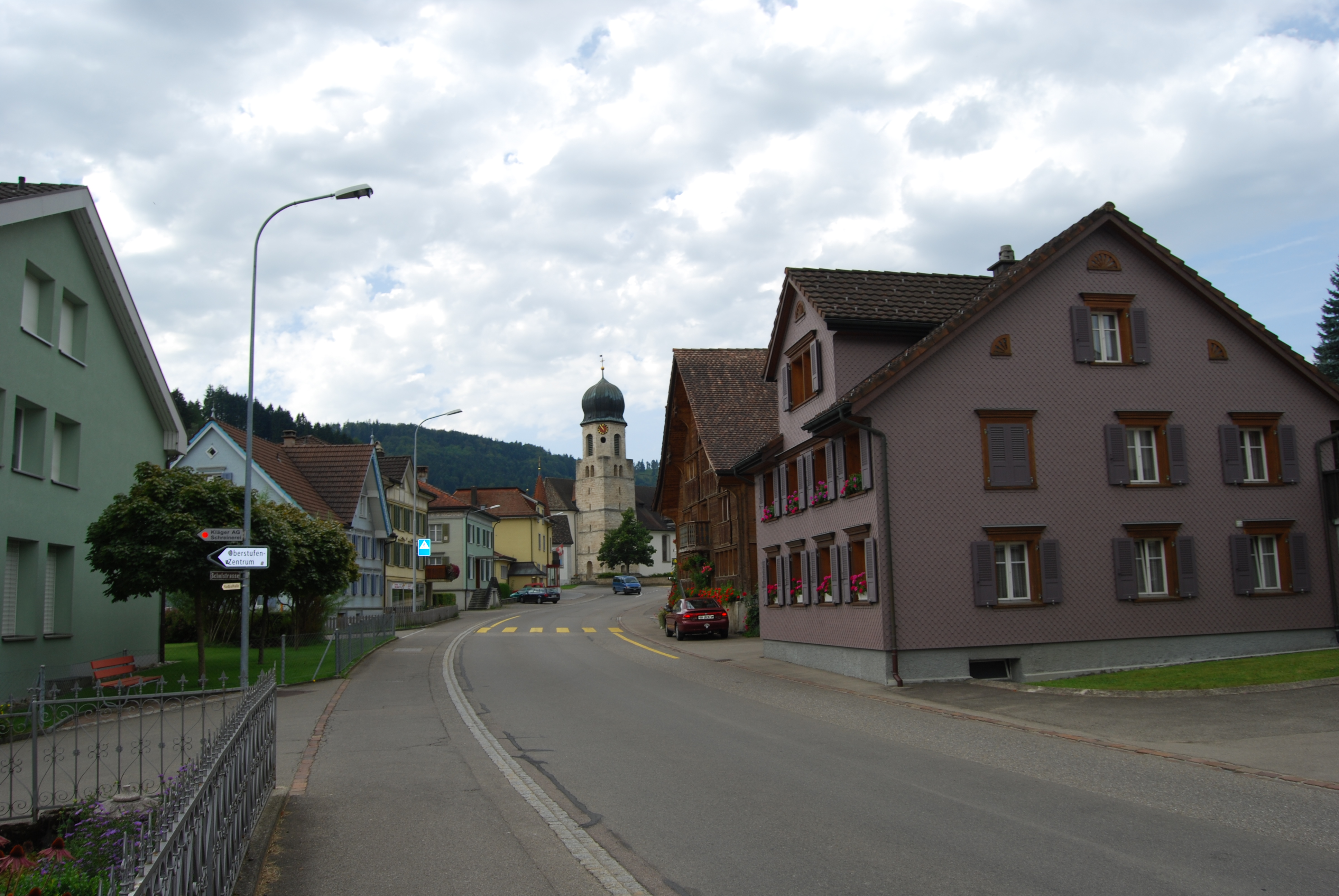
Моснанг